# Barra do Guarita
Barra do Guarita é um município brasileiro do estado do Rio Grande do Sul.

## História
Barra do Guarita, antigo distrito criado em 1963 e subordinado ao município de Tenente Portela, foi elevado à categoria de município pela lei estadual nº 9572 de 20 de março de 1992.

## Geografia
Localiza-se a uma latitude 27º11'31" sul e a uma longitude 53º42'36" oeste, estando a uma altitude de 194 metros.
Possui uma área de 64,59 km² e sua população estimada em 2012 é de 3 089 habitantes (segundo dados da FAMURS).
É um município que conta com as águas do rio Uruguai e que faz divisa fluvial com o estado de Santa Catarina.